# The Unfinished Swan
The Unfinished Swan est un jeu vidéo de type d'aventure développé par Giant Sparrow et SIE Santa Monica Studio  et édité par Sony Computer Entertainment, sorti en 2012 sur PlayStation 3. Le jeu est compatible avec le PlayStation Move. Il a été réédité en 2014 sur PlayStation 4 et PlayStation Vita.

## Accueil
- Jeuxvideo.com : 15/20[1]

## Distinctions
Le jeu vaut au studio Giant Sparrow de remporter les British Academy Games Awards du meilleur premier jeu et de la meilleure innovation vidéoludique.